# ذي مضاحي (الصومعة)

تعديل مصدري - تعديل

ذي مضاحي هي إحدى قرى عزلة الفروي بمديرية الصومعة التابعة لمحافظة البيضاء، باليمن. بلغ تعداد سكانها 396 نسمة حسب تعداد اليمن لعام 2004.